# Oberferlach
Oberferlach (slow.: Zgornje Borovlije) ist ein Dorf und eine Ortschaft der Gemeinde Finkenstein am Faaker See mit 94 Einwohnern im Bezirk Villach-Land in Kärnten, Österreich.

## Geographische Lage

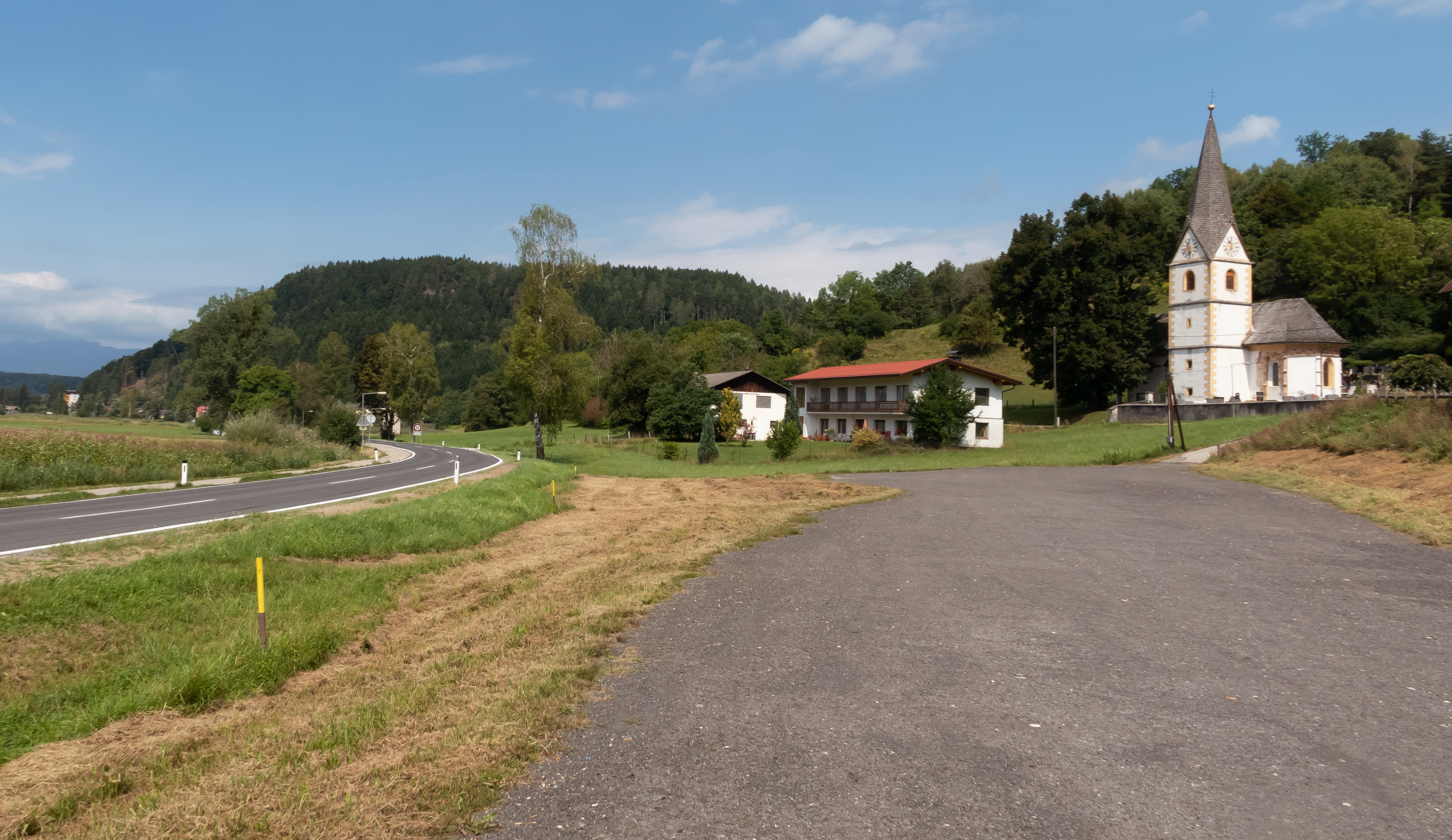
Oberferlach an der (B84) mit Blick zur Kirche St. Martin

Oberferlach liegt im Osten des Faaker Sees nahe dem Ortsteil Ledenitzen.

## Infrastruktur

### Verkehr
Durch Oberferlach führt die Egger Straße (B84). Im Ort gibt es die Haltestelle Oberferlach, wo die Linie 5194 verkehrt.